# Холмс (округ, Миссисипи)
Округ Холмс (англ. Holmes County) — округ штата Миссисипи, США. Население округа на 2000 год составляло 21609 человек. Административный центр округа — город Лексингтон.

## История
Округ Холмс основан в 1833 году.

## География
Округ занимает площадь 1958 км2.

## Демография
Согласно переписи населения 2000 года, в округе Холмс проживало 21609 человек (данные Бюро переписи населения США). Плотность населения составляла 11 человек на квадратный километр.